# بيل إيفانز (لاعب كرة قاعدة أمريكي)
بيل إيفانز (بالإنجليزية: Bill Evans)‏ هو لاعب كرة قاعدة أمريكي، ولد في 10 فبراير 1893 في ريدسفيل في الولايات المتحدة، وتوفي في 21 ديسمبر 1946 في برلنغتون في الولايات المتحدة.

## وصلات خارجية
- بيل إيفانز (لاعب كرة قاعدة أمريكي) على موقعبيزبول رفرنس.كوم (الدوري الرئيسي) (الإنجليزية)